# Johan 1. af Sachsen (1468-1532)
 Der er flere personer med dette navn, se Johan af Sachsen (flertydig).
Johan 1. af Sachsen (født 30. juni 1468, død 16. august 1532), også kaldet Johan den Stædige (tysk: Johann der Beständige) var kurfyrste i Sachsen i Tyskland fra 1525 til 1532. Han var den fjerde søn af Kurfyrste Ernst af Sachsen og Elisabeth af Bayern og efterfulgte sin barnløse bror Frederik den Vise som kurfyrste i 1525. Han huskes blandt andet for at organisere den lutheranske kirke som statskirke i Kurfyrstendømmet Sachsen i samarbejde med Martin Luther. I 1532 blev Johan efterfulgt af sin søn Johan Frederik 1.